# NGC 5215A
NGC 5215A је лентикуларна галаксија у сазвежђу Кентаур која се налази на NGC листи објеката дубоког неба.
Деклинација објекта је - 33° 28' 52" а ректасцензија 13h 35m 6,6s. Привидна величина (магнитуда) објекта NGC 5215 износи 13,2 а фотографска магнитуда 14,2. NGC 5215A је још познат и под ознакама ESO 383-28, MCG -5-32-40, VV 693, PGC 47879, PGC 47883.